# Kaptanganj
Kaptanganj es un pueblo y nagar Panchayat situado en el distrito de Kushinagar en el estado de Uttar Pradesh (India). Su población es de 23526 habitantes (2011). 

## Demografía
Según el censo de 2011 la población de Kaptanganj era de 23 526 habitantes, de los cuales 12 422 eran hombres y 11 104 eran mujeres. Kaptanganj tiene una tasa media de alfabetización del 59,04 %, inferior a la media estatal del 67,68 %: la alfabetización masculina es del 66,29%, y la alfabetización femenina del 50,90 %.